# Hopea glabra
Hopea glabra là một loài thực vật của họ Dầu. Nó là loài đặc hữu của Ấn Độ.